# Brigade des commandos de l'Armée nationale afghane
Les brigades des commandos de l'Armée nationale afghane font partie de l'Armée nationale afghane et ont été formés à partir de bataillons d'infanterie existants. Le programme a été établi au début de 2007 avec l'intention de prendre un bataillon classique de chacun des corps de l'ANA, en leur donnant une formation spéciale, l'équipement et une organisation basée sur les Rangers de l'armée des États-Unis. Chaque bataillon est affecté à l'un des 5 corps. 

## Formation

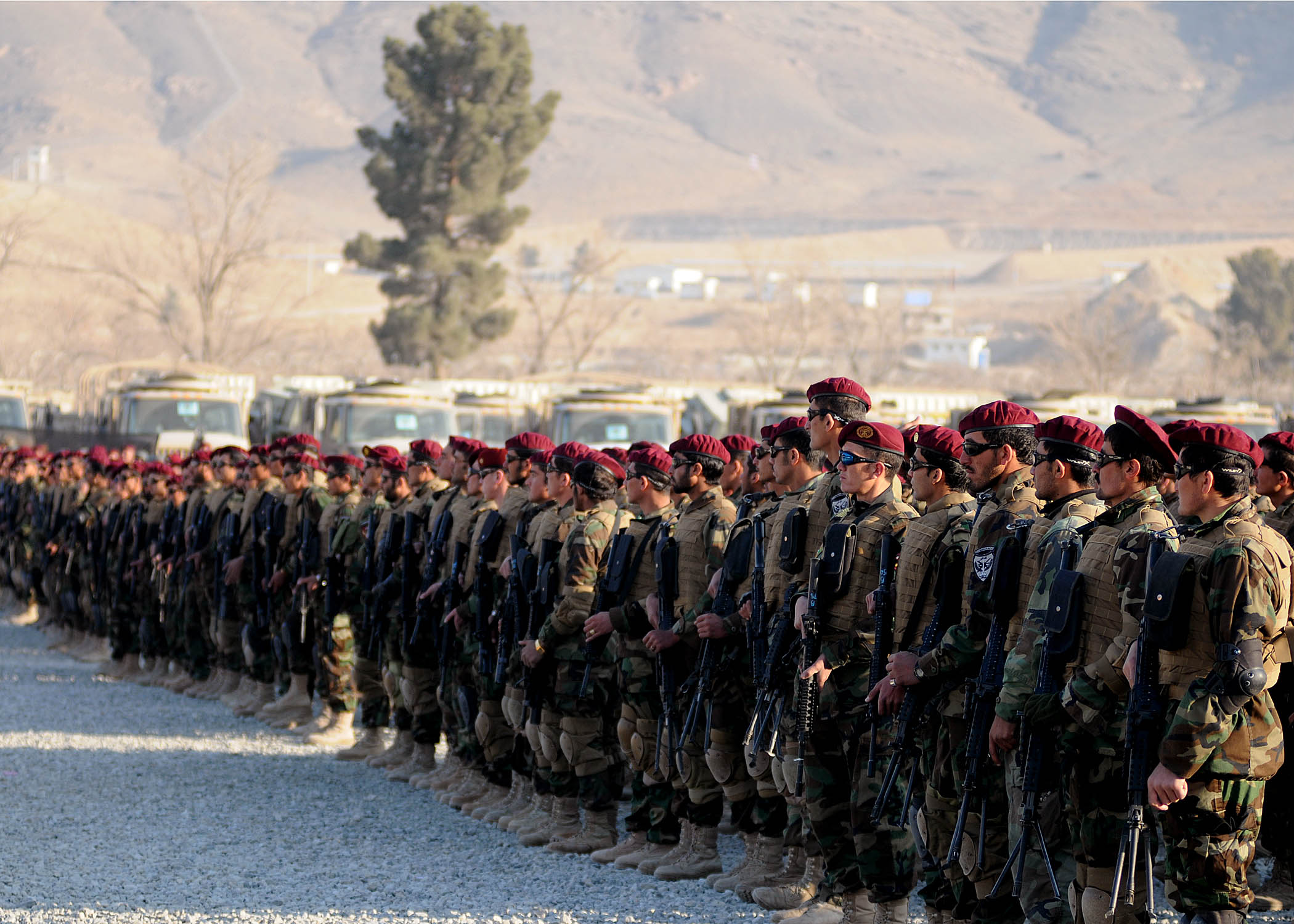
Membres du 7e bataillon de commando en janvier 2010.

La formation se déroule au Centre d'entraînement des commandos de Morehead (nommé en hommage au soldat Morehead Kevin du 5th Special Forces Group tué en septembre 2003 en Irak), est situé à dix kilomètres au sud de Kaboul, en Afghanistan.
La formation, la logistique et les opérations sont menées par des mentors de la Combined Security Transition Command-Afghanistan, des forces spéciales de l'US Army,du Commandement des Forces d'opération spécial du Canada, des forces spéciales françaises, des cadres l'ANA, des forces spéciales jordaniennes, émiraties ainsi que des membres de sociétés militaires privées.

## Bataillons

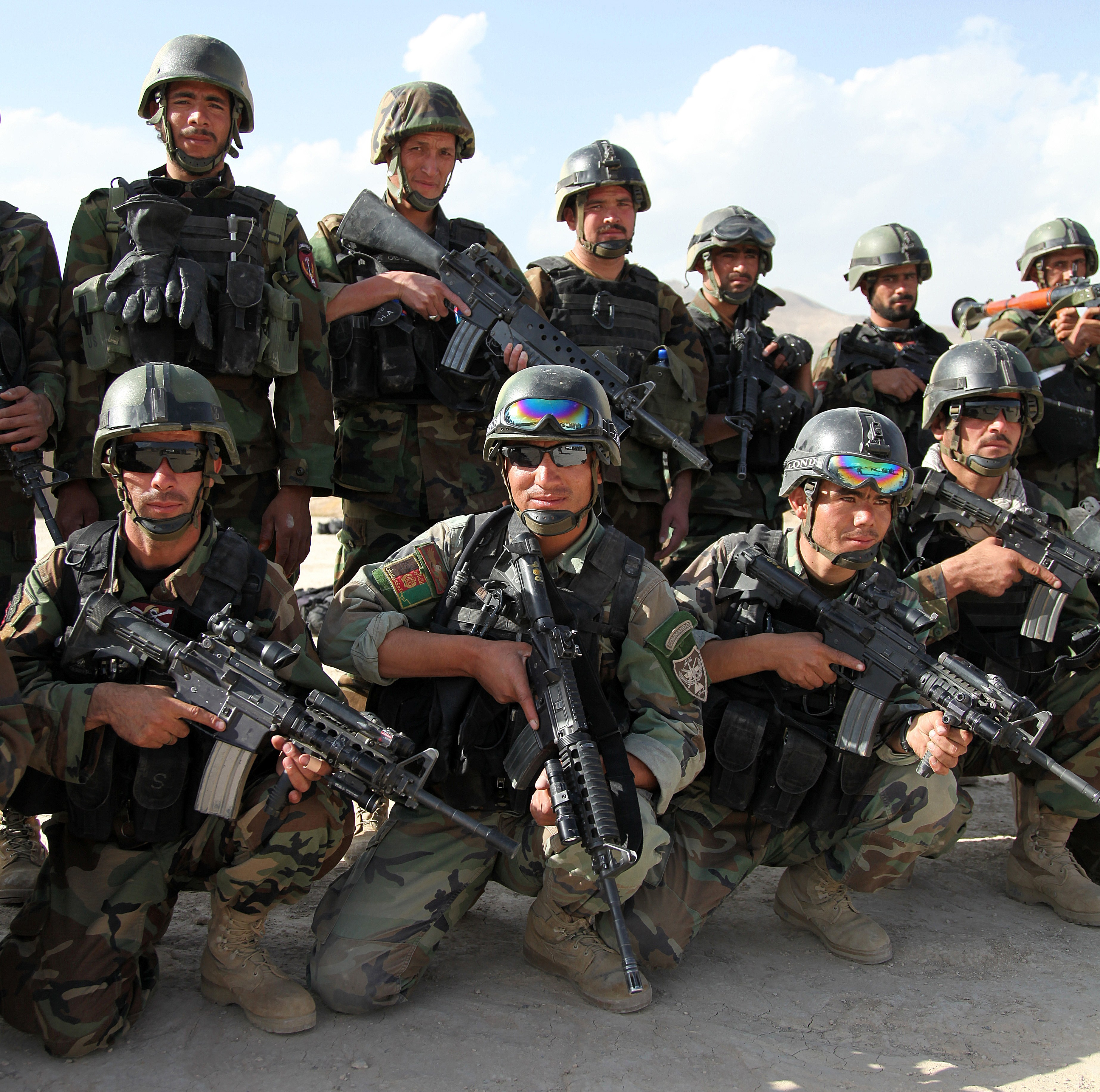
Commandos afghans avant une mission en 2009. L'armement est constitué de fusils M16, Colt M4 avec des lance-grenades M203 et de lance-roquette RPG-7.

La brigade des commandos de l'ANA est composé de 9 bataillons (kandaks) qui appartiennent chacun aux différents corps de l'ANA, son effectif global en 2012 serait compris entre 8 500 et 11 000 commandos :
- 1er bataillon commando, du 201e corps Kaboul. (depuis juillet 2007)
- 2e bataillon commando, du 203e corps Gardêz. (depuis octobre 2007)
- 3e bataillon commando, du 205e corps Kandahar. (depuis janvier 2008)
- 4e bataillon commando, du 207e corps Hérat. (depuis mai 2008)
- 5e bataillon commando, du 209e corps Faucon. (depuis octobre 2008)
- 6e bataillon commando, de la 1re brigade commando. (depuis mai 2009)
- 7e bataillon commando, du 215e corps Maiwand. (depuis janvier 2010)
- 8e bataillon commando, de la 1re brigade commando. (depuis mai 2011)
- 9e bataillon commando, de la 1re brigade commando. (depuis août 2010)